# Jerónimo Rosselló Ribera
Jerónimo Rosselló Ribera (Palma de Mallorca, 1827-Palma de Mallorca, 1902) fue un poeta, escritor, editor y político español. 

## Biografía
Estudió en el Instituto Balear y posteriormente en la Universidad de Barcelona, donde se licenció en Derecho. En su faceta Como político fue uno de los dirigentes locales del Partido Liberal, así como concejal en el Ayuntamiento de Palma de Mallorca y consejero provincial. Participó frecuentemente en los Juegos Florales de Barcelona, y fue nombrado mantenedor y presidente del mismo. En 1862 el concedieron el título de Mestre en Gai Saber.
Asimismo, fue colaborador de las publicaciones El Palmesano, Museo Balear, La Roqueta, Calendari Català y Lo Gay Saber.

## Obra
Sus primeros libros, en español, son Hojas y flores (1853) y Ecos del Septentrión (1857). Empezó a usar la lengua propia (catalán), a raíz del contacto con la Renaixença catalana. Con el sobrenombre de «Lo joglar de Maylorcha", escribió romances históricos. Dejó inédito Lo cançoner de Miramar.
Fue el primero en proyectar la edición de la obra en catalán de Ramon Llull. Editó las Obres rimades (1859)-se incluyó un poema apócrifo, escrito por él mismo- y preparó la edición del Fèlix o llibre de maravelles. Editó dos antologías de poesía: Poetas de las islas Baleares (1863) y Flors de Mallorca (1873).